# Eva Nilsson Nylander
För professorn i klinisk fysiologi, se Eva Nylander (född 1951)
Eva Katarina Nilsson Nylander, ogift Nilsson, född 1 augusti 1954 i Nylöse församling i Göteborgs och Bohus län, är en svensk bibliotekarie och forskare specialiserad på drottning Kristinas handskrifter.
Eva Nilsson Nylander är docent i bokhistoria och chef för avdelningen för samlingar på Lunds universitetsbibliotek samt ställföreträdande universitetsbibliotekarie där. Hon forskar om drottning Kristinas bibliotek och är särskilt inriktad på hennes samling av latinska handskrifter, dokument som förvaras på Vatikanbiblioteket i Rom där Eva Nilsson Nylander under ett antal år arbetat bland annat med katalogisering. Hennes avhandling från 2011 handlar om dessa handskrifter.
Nilsson Nylander är huvudredaktör för en 2024 publicerad antologi om det så kallade vardagstrycket.
Hon är sedan 1983 gift med arkeologen Carl Nylander (född 1932).